# Südringspitzkehre
| Blick vom oberen Bahnsteig des U-Bahnhofs Gleisdreieck nach Norden auf die viergleisige Viaduktstrecke der Südringspitzkehre (links) und der Lichterfelder Vorortbahn (rechts). Am rechten Bildrand die Strecke der Hochbahn, August 1926. |                      |                                                          |                                                          |
| Die Südringspitzkehre im Jahr 1893, die Umsteigebahnhöfe Papestraße und Schöneberg auf der Ringbahn sind noch nicht vorhanden. |                      |                                                          |                                                          |
| Kursbuchstrecke: | 95 (1934)            |                                                          |                                                          |
| Streckenlänge: | 4,41 km              |                                                          |                                                          |
| Spurweite: | 1435 mm (Normalspur) |                                                          |                                                          |
| Stromsystem: | 750 V =              |                                                          |                                                          |
| Zweigleisigkeit: | durchgehend          |                                                          |                                                          |
| |                      |                                                          |                                                          |
| \| \| 0,10 \| Berlin Potsdamer Ringbf \| Berlin Potsdamer Ringbf \| \| \| \| \| \| \| \| \| Landwehrkanal \| \| \| \| \| Anhalter Vorortbahn nach Papestraße und Lichterfelde Ost \| \| \| \| 2,36 \| Kolonnenstraße \| Kolonnenstraße \| \| \| \| \| \| \| \| 3,23 \| Abzw Vdp Ringbahn von/nach Papestraße \| Abzw Vdp Ringbahn von/nach Papestraße \| \| \| 3,43 \| Abzw Vp Ringbahn von/nach Schöneberg \| Abzw Vp Ringbahn von/nach Schöneberg \| |                      |                                                          |                                                          |
| S-Kopfbahnhof Streckenanfang (Strecke außer Betrieb) · S-Kopfbahnhof Streckenanfang (Strecke außer Betrieb) | 0,10                 | Berlin Potsdamer Ringbf                                  | Berlin Potsdamer Ringbf                                  |
| |                      |                                                          |                                                          |
| Brücke über Wasserlauf (Strecke außer Betrieb) · Brücke über Wasserlauf (Strecke außer Betrieb) |                      | Landwehrkanal                                            | Landwehrkanal                                            |
| Strecke (außer Betrieb) · Strecke nach links (außer Betrieb) |                      | Anhalter Vorortbahn nach Papestraße und Lichterfelde Ost | Anhalter Vorortbahn nach Papestraße und Lichterfelde Ost |
| S-Bahnhof (Strecke außer Betrieb) | 2,36                 | Kolonnenstraße                                           | Kolonnenstraße                                           |
| Abzweig geradeaus und nach links (Strecke außer Betrieb) · Strecke von rechts (außer Betrieb) |                      |                                                          |                                                          |
| Strecke (außer Betrieb) · Abzweig ehemals nach links und von links | 3,23                 | Abzw Vdp Ringbahn von/nach Papestraße                    | Abzw Vdp Ringbahn von/nach Papestraße                    |
| Abzweig quer und ehemals nach rechts · Strecke nach rechts | 3,43                 | Abzw Vp Ringbahn von/nach Schöneberg                     | Abzw Vp Ringbahn von/nach Schöneberg                     |

Die Südringspitzkehre war eine Zweigstrecke, die zwischen den Bahnhöfen Papestraße (heute: Südkreuz) und Ebersstraße (heute: Schöneberg) von der südlichen Berliner Ringbahn abzweigte und entlang der Wannseebahn und Potsdamer Stammbahn über den alten Bahnhof Schöneberg (ab 1. Dezember 1932: Kolonnenstraße) zum Potsdamer Bahnhof führte. Die 1881 eröffnete Strecke war bis 1944 Ausgangs- und Endpunkt der Ringbahnzüge der seit 1. Dezember 1930 als „S-Bahn“ bezeichneten Berliner Stadt-, Ring- und Vorortbahnen.

## Lage und Verlauf
Die Strecke begann zunächst im Potsdamer Bahnhof. Ab 1891 war der Potsdamer Ringbahnhof, ein südöstlich vorgelagerter Flügelbahnhof, Ausgangspunkt der Strecke. Die Strecke überquerte zunächst den Landwehrkanal und die beiden Uferstraßen (Reichpietschufer und Schöneberger Ufer) und führte dann auf einem etwa 800 Meter langen Viadukt östlich am Potsdamer Güterbahnhof vorbei. Auf dem Gelände erstreckt sich heute der Park am Gleisdreieck. Ab Höhe der Yorckstraße verliefen die Potsdamer Stammbahn (Fernbahn) und Wannseebahn (Vorortbahn), die den Güterbahnhof westlich umfuhren, parallel zur Südringspitzkehre. Südlich der Straße passierten die drei Strecken in einem Einschnitt den Übergang vom Berliner Urstromtal zur Teltow-Hochfläche. Die einzige Zwischenstation der Südringspitzkehre befand sich nördlich der Kolonnenbrücke (heute befindet sich einige Meter weiter westlich die Station Julius-Leber-Brücke), wo bis 1939 über einen Fußweg zwischen den Streckengleisen (sogenannter ‚Hammelgang‘) eine Umsteigeverbindung zum alten Bahnhof Großgörschenstraße der Wannseebahn bestand. Südlich der Kolonnenbrücke teilte sich die Südringspitzkehre in zwei Streckenäste auf. Die Westkurve in Fahrtrichtung Ebersstraße endete an der Abzweigstelle Vp, die Ostkurve (sogenannte ‚Cheruskerkurve‘) in Fahrtrichtung Papestraße endete an der Abzweigstelle Vdp. Die Strecke bildete die westliche Begrenzung der Roten Insel, einem Arbeiterwohngebiet in Schöneberg.

## Geschichte

### Vorgeschichte und Inbetriebnahme
Am 17. Juli 1871 ging die zunächst als Neue Verbindungsbahn bezeichnete östliche Ringbahn von Moabit nach Schöneberg in Betrieb. Dieser erste Bahnhof Schöneberg befand sich etwa 150 Meter südlich des heutigen S-Bahnhofs Schöneberg am Kreuzungspunkt von Ring- und Wannseebahn. Ab dem 1. Januar 1872 richtete die Königliche Direktion der Niederschlesisch-Märkischen Eisenbahn (NME) einen spärlichen Personenverkehr auf der Verbindungsbahn zwischen den Berliner Kopfbahnhöfen ein. In Schöneberg, wo die Züge die Fahrtrichtung ändern mussten, hielten nur die Ringzüge, nicht jedoch die Personenzüge der Berlin-Potsdam-Magdeburger Eisenbahngesellschaft (BPME). Die Ringbahnzüge endeten zunächst im Interimsbahnhof der Gesellschaft an der Flottwellstraße, ab dem 1. November 1872 dann im Neubau des Potsdamer Bahnhofs unweit des Potsdamer Platzes. Noch im gleichen Jahr ging von Schöneberg aus ein separates Gleis in Richtung Potsdamer Bahnhof in Betrieb, das zunächst im Streckenkilometer 1,2 in das Streckengleis Potsdam – Berlin mündete. Am 1. Juni 1874 wurde das Gleis bis zum Landwehrkanal verlängert.

Bahnhof Schöneberg an der Südringspitzkehre und Stammbahn mit einem Ringzug aus Richtung Potsdamer Bahnhof, 1888

Am 1. April 1880 wurde die BPME verstaatlicht und ihre Stammstrecke (bis 1. April 1895) der Königlichen Eisenbahndirektion (KED) Magdeburg unterstellt. Die zu diesem Zeitpunkt im Bau befindliche Stadtbahn unterstand wie auch die Ringbahn der aus der NME hervorgegangenen KED Berlin. Es war beabsichtigt, die Stadtbahnzüge mit den Ringbahnzügen zu verknüpfen. Anstelle des „äußeren“ Ringbahnanschlusses im Bahnhof Schöneberg sollten daher zwei „innere“ Ringbahnanschlüsse hergestellt werden, die eine direkte Fahrt von der Ringbahn in beiden Richtungen zum Potsdamer Bahnhof ermöglichten. Am 15. Oktober 1881 gingen die beiden Anschlusskurven in Betrieb. Gleichzeitig wurde der alte Bahnhof Schöneberg aufgegeben und nördlich der Kolonnenstraße ein neuer Bahnhof Schöneberg in Betrieb genommen. An den Gleisen der Potsdamer Stammbahn gingen gleichfalls zwei Seitenbahnsteige in Betrieb, die vermutlich ab 1881, spätestens seit der Inbetriebnahme der Stadtbahn am 7. Februar 1882 angefahren wurden. Die KED Berlin ließ ferner eine Brücke über den Landwehrkanal errichten, sodass das Ringgleis direkt in den Potsdamer Bahnhof geführt werden konnte. Die Güterzüge, die bislang ebenfalls über den äußeren Ringbahnanschluss Richtung Tempelhof verkehrten, fuhren fortan über den östlichen inneren Ringbahnanschluss mit Fahrtrichtungswechsel im Potsdamer Güterbahnhof.

### Ausbau der Südringspitzkehre und Elektrifizierung
Um den Potsdamer Bahnhof vom Ring- und Vorortverkehr zu entlasten, beschloss die Preußische Staatsbahn 1889 neben dem Bau separater Vorortgleise zwischen Berlin und Zehlendorf – der Neuen Wannseebahn – auch die vollständige Trennung der Südringspitzkehre von der Stammbahn. Hierfür sollte östlich des Potsdamer Bahnhofs ein separater zweigleisiger Bahnhof für die Ringzüge errichtet werden. Den engen Platzverhältnisse war es geschuldet, dass der Ring- wie auch der Wannseebahnhof 200 Meter südlich des bestehenden Fernbahnhofs und höher als dieser angeordnet wurden. Die zweigleisig ausgebaute Südringspitzkehre wurde auf einem 900 Meter langen und 80 Wölbbögen umfassenden Viadukt östlich am Potsdamer Güterbahnhof vorbeigeführt. Das bisherige Ringgleis diente fortan als Maschinengleis. Am 1. April 1891 gingen der Potsdamer Ringbahnhof und die zunächst eingleisige Viaduktbahn bis Schöneberg in Betrieb. Nachdem der Einschnitt bei Schöneberg auf das erforderliche Maß verbreitert worden war, konnte am 1. Juli 1891 der zweigleisige Betrieb aufgenommen werden. Die Neue Wannseebahn wurde am 1. Oktober 1891 eröffnet. Gleichzeitig wurden die Bahnsteige der Potsdamer Stammbahn in Schöneberg geschlossen und 300 Meter nördlich die Haltestelle Großgörschenstraße an den Wannseegleisen eröffnet. Ein Bau in Höhe des Bahnhofs Schöneberg schied aufgrund der Einschnittlage aus. Zur Verbindung beider Bahnhöfe legte die Staatsbahn einen befestigten Fußweg entlang der Streckengleise ein, im Berliner Volksmund erhielt der Weg die Bezeichnung „Hammelgang“. Die westliche Ringbahnkurve zur Abzweigstelle Vp in Richtung Bahnhof Wilmersdorf-Friedenau (heute: Bundesplatz) erhielt am 1. Mai 1892 das zweite Gleis, die östliche Verbindungskurve zum Abzweig Vdp in Richtung Bahnhof Tempelhof wurde zum 6. Februar 1894 zweigleisig ausgebaut. Am 1. April 1895 wurde die KED Berlin auch für die Potsdamer Stammbahn zuständig.

Empfangsgebäude des Bahnhofs Schöneberg an der Sedanbrücke mit Bahnsteig und „Hammelgang“ (unter der Siegfriedbrücke) zum Bahnhof Großgörschenstraße im Hintergrund, um 1905

Im Jahr 1896 erhielten die beiden Bahnsteiggleise des Potsdamer Ringbahnhofs je ein vorgelagertes Stumpfgleis zur Aufnahme der Kohlen- und Wasservorräte. Die Anordnung ermöglichte eine Erhöhung der Zugdichte. Die jeweils ankommende Lokomotive stellt sich nach der Ausfahrt des Zuges auf dem Stumpfgleis aus, füllte die Vorräte auf und übernahm anschließend den nachfolgenden Zug. Gleichzeitig ging nördlich des Bahnhofs Schöneberg ein Kehrgleis in Betrieb, um auch bei Störungen im Potsdamer Ringbahnhof den Bahnhof anfahren zu können. Die höhere Leistungsfähigkeit war für den Verkehr zum Bahnhof Treptow anlässlich der Berliner Gewerbeausstellung im Treptower Park gefordert. Hierfür musste zuvor der Einschnitt verbreitert werden. Die KED Berlin rechnete mit täglich bis zu 124 Zügen je Richtung zwischen dem Potsdamer Ringbahnhof und Treptow. Zur Querung der Bahnanlagen zwischen der Monumentenstraße und der damaligen Stubenrauchstraße (heute: Langenscheidtstraße) wurde 1899 die damalige Siegfriedbrücke (heute: Langenscheidtbrücke) fertiggestellt.
Zu Beginn des 20. Jahrhunderts erfuhren der Potsdamer Ringbahnhof und der sich anschließende Ringbahnviadukt einen größeren Umbau durch den Bau der Anhalter Vorortbahn nach Groß-Lichterfelde Ost. Diese sollte den bislang vom Anhalter Bahnhof ausgehenden und vom Fernverkehr zu trennenden Vorortverkehr aufnehmen. Die vorhandenen Rinbahngleise mussten dabei nach Westen verschoben und der Viadukt zur Aufnahme von zwei weiteren Gleisen verbreitert werden. Eine Ausdehnung nach Osten war wegen des ebenfalls im Bau befindlichen Hochbahnviadukts nicht möglich. Ring- und Vorortbahn verliefen etwa einen Kilometer gemeinsam nach Süden, bevor sie sich trennten. Einhergehend mit dem Bau der am 1. Dezember 1901 eröffneten Vorortstrecke wurde die Ringbahnstrecke zwischen Wilmersdorf-Friedenau und Rixdorf (heute: Neukölln) viergleisig ausgebaut. Für den Güterverkehr, der bislang über die Cheruskerkurve auf die Ringbahn wechselte, ging am 1. Dezember 1902 der in Höhe des ersten Schöneberger Bahnhofs gelegene Betriebsbahnhof Schöneberg mit einer äußeren östlichen Verbindungskurve zur Abzweigstelle Vdp an der Ringbahn in Betrieb. Somit verblieben auf der Südringspitzkehre ausschließlich Personenzüge. Die Gleise der Anhalter Vorortbahn wurden bereits 1903 für den elektrischen Vorortverkehr nach Groß-Lichterfelde Ost mit Stromschienen ausgerüstet. Dieser Verkehr wurde zunächst als Betriebsversuch begonnen, aufgrund der guten Erfahrungen aber bis zur Systemumstellung 1929 nahtlos fortgesetzt.
Als letzte größere Baumaßnahme vor dem Ersten Weltkrieg ging bis Herbst 1908 an der Ausfädelung südlich des Ringbahnhofs Schöneberg in Höhe der Cheruskerkurve ein Kreuzungsbauwerk in Betrieb, das das Streckengleis nach Tempelhof über das Streckengleis vom Bahnhof Wilmersdorf-Friedenau führte.
Um die Kapazität der Berliner Stadt- und Ringbahnen zu steigern, beschloss das Preußische Abgeordnetenhaus 1913 die Elektrifizierung des Streckennetzes. Infolge des Ersten Weltkriegs unterblieb zunächst die Umsetzung. Um zwischenzeitig Abhilfe zu schaffen, sollte die Länge der Südringzüge von 12 auf das maximal zulässige Maß von 14 Wagen erhöht werden. Hierzu musste der Ringbahnsteig im Potsdamer Ringbahnhof verlängert werden, weshalb die Bekohlungsanlage im Westend neu errichtet werden musste. Im Herbst 1923 war die Maßnahme abgeschlossen, wodurch die Kapazität der Züge um jeweils rund 100 Sitz- und Stehplätze anstieg. Die Maßnahmen entfalteten nur für kurze Zeit ihre Wirkung, am 18. April 1929 elektrifizierte die Deutsche Reichsbahn-Gesellschaft die Südringspitzkehre. Der Südring und damit die direkte Verbindung zwischen den Abzweigstellen Vp und Vdp war zuvor am 11. Juni 1928 umgestellt worden. Ab dem 1. Dezember 1930 fuhren die Züge unter der Bezeichnung ‚S-Bahn‘.

### Anbindung an den Nordsüd-S-Bahn-Tunnel
Die zunächst ausgesparte Wannseebahn wurde bis 1933 nachträglich elektrifiziert. Damit verbunden war der Bau eines Turmbahnhofs am Kreuzungspunkt von Wannsee- und Ringbahn in Höhe des bestehenden Bahnhofs Ebersstraße vorgesehen. Im Vorfeld der Inbetriebnahme erhielt daher der Ringbahnhof Schöneberg am 1. Dezember 1932 auf Wunsch der Stadt Berlin die Bezeichnung Kolonnenstraße. Der neue Turmbahnhof Schöneberg ging am 1. März 1933 in Betrieb.
Als nächstes Vorhaben stand der Bau des Nordsüd-S-Bahn-Tunnels an. Die Reichsbahn wollte die Direktverbindung zwischen dem Südring und der Innenstadt beibehalten. Daher sollte die Südringspitzkehre neben den südlichen Vorortstrecken an den Tunnel angebunden werden und ein schneller Übergang am Tunnelbahnhof Potsdamer Platz ermöglicht werden. Erste Pläne sahen eine gemeinsame Streckenführung mit den Vorortstrecken in einem viergleisigen Tunnel über Anhalter Bahnhof zum Potsdamer Platz vor. Der Bau hätte jedoch umfangreiche Haussicherungen in der Stresemannstraße (1935–1947: Saarlandstraße) erfordert, weshalb alternativ die Anlage eines doppelgeschossigen Tunnels erwogen wurde. 1935 wurden die Pläne zugunsten einer direkten Einführung der Südringspitzkehre in den Bahnhof Potsdamer Platz geändert. Der Ringbahnhof sollte abgerissen werden und die Strecke an dieser Stelle in den Tunnel eintauchen und den östlichen Teil des Empfangsgebäudes des Potsdamer Fernbahnhofs unterfahren. Zusätzlich war der Neubau eines S-Bahnhofs am Hafenplatz vorgesehen.
Weiter südlich sollte die unbefriedigende Umsteigesituation zwischen den S-Bahnhöfen Kolonnenstraße und Großgörschenstraße durch den viergleisigen Neubau des S-Bahnhofs Kolonnenstraße an gleicher Stelle beseitigt werden. Hierfür mussten die Gleislagen der Potsdamer Stammbahn und der Wannseebahn getauscht werden, damit beide S-Bahn-Strecken nebeneinander lagen. Der Einschnitt sollte für den Bau entsprechend erweitert und die die Gleise überquerende Sedanbrücke vergrößert werden. 1936 wurden daher der „Hammelgang“ und das Empfangsgebäude abgetragen, letzteres erhielt einen schlichten Holzbau als provisorischen Ersatz. Der Abschluss unterblieb, da durch die 1937 aufgestellten Planungen zur Umgestaltung Berlins weitreichende Baumaßnahmen im Bereich des Potsdamer und Anhalter Güterbahnhofs zu erwarten waren, lagen die Strecken in diesem Abschnitt doch im Verlauf der geplanten Nord-Süd-Achse. Von der ab 1937 vorgenommenen Umrüstung der Formsignale entlang der Ringbahn durch selbsttätige Sv-Signale blieb die Südringspitzkehre vermutlich ausgenommen. In der Nummerierung der Blocksignale war eine Nachrüstung der Strecke bis Potsdamer Platz hingegen wohl berücksichtigt worden. Der Nordsüd-S-Bahn-Tunnel wurde am 8. Oktober 1939 bis zur Wannseebahn durchgebunden. Die weiteren Pläne sahen den Bau einer zweiten Nordsüd-S-Bahn vor, mit der auch die Einrichtung von Ost- und Westringzügen ermöglicht werden sollte. Die Aufgabe der bestehenden Südringspitzkehre wäre der einer Verbindungskurve gewesen.

### Betriebseinstellung und Abbau

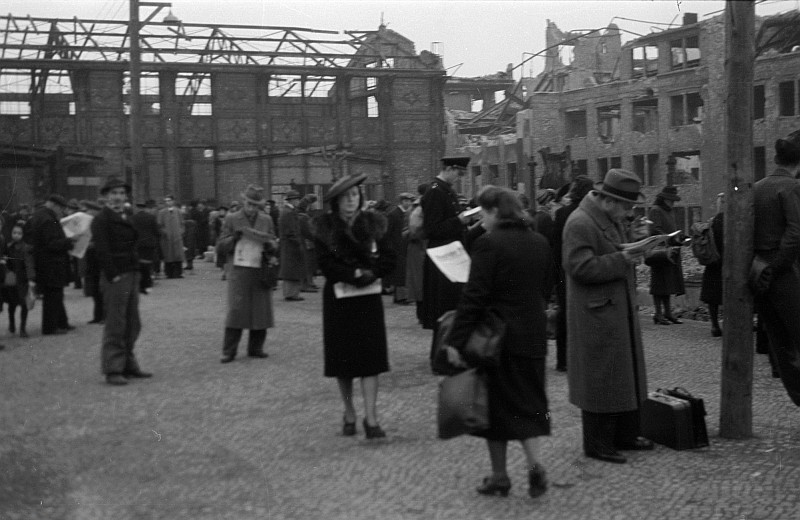
Fahrgastandrang auf dem Potsdamer Ringbahnhof, der vorübergehend für die Wannseebahn reaktiviert wurde, 1945/1946

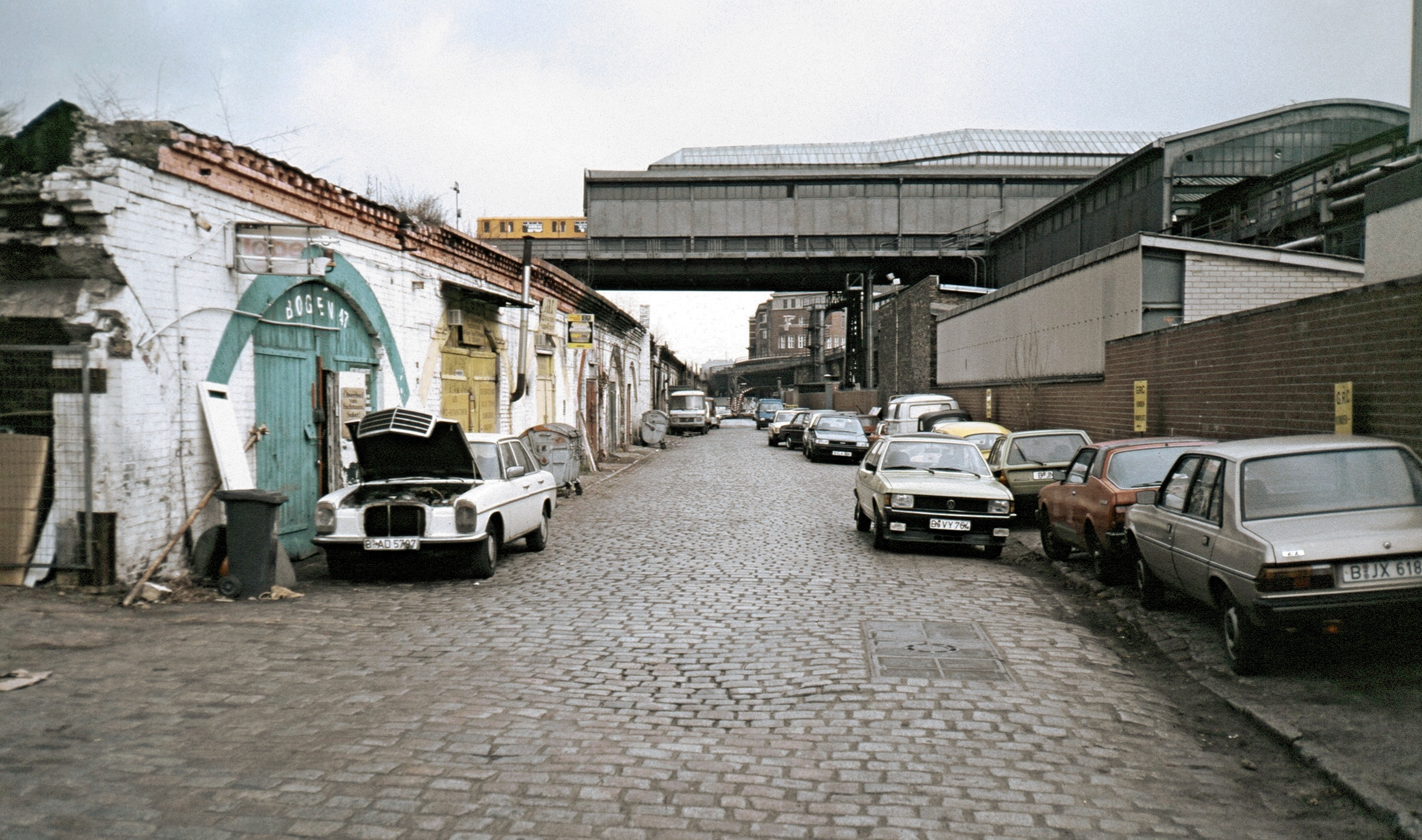
Ringbahnviadukt (links) in Höhe des U-Bahnhofs Gleisdreieck, 1986

Am 24. November 1943 kam es zu einem schweren Luftangriff auf Berlin, bei dem die Gegend um den Potsdamer Platz verwüstet wurde. Der davon betroffene Streckenabschnitt zwischen Ringbahnhof und Kolonnenstraße wurde nach dem Angriff repariert, weshalb es an drei aufeinanderfolgenden Sonntagen zum Einsatz von Vollringzügen (unter Umgehung des Potsdamer Ringbahnhofs) kam. Weitere Schäden an der Infrastruktur und die damit verbundenen Einschränkungen ließen die Reichsbahndirektion Berlin zur dauerhaften Einrichtung der Vollringzüge veranlassen. Mit dem ab 3. Juli 1944 gültigen Jahresfahrplan der Reichsbahn wurde die Stichstrecke offiziell nicht mehr befahren. In dem ab 1. Oktober 1944 geltenden S-Bahn-Tarif waren der Potsdamer Ringbahnhof und der S-Bahnhof Kolonnenstraße nicht mehr enthalten. Die RBD Berlin erwähnte in einem Schreiben vom 10. Dezember 1944, dass der Verkehr seit Beginn des Jahres ruhte.
Am 6. Juni 1945 nahm die Deutsche Reichsbahn den im April 1945 netzweit eingestellten S-Bahn-Betrieb auf der Wannseebahn zwischen Schöneberg und Wannsee wieder auf. Da der Nordsüd-S-Bahn-Tunnel Anfang Mai unterhalb des Landwehrkanals gesprengt wurde und anschließend mit Wasser volllief, war eine Verlängerung des Zuglaufs bis zum Tunnelbahnhof Anhalter Bahnhof vorerst nicht möglich. Um die Züge dennoch näher an die Innenstadt heranzuführen, schloss man kurzerhand die Wannseebahn an ein Gleis der Südringspitzkehre an und setzte den Bahnsteig des Potsdamer Ringbahnhofs notdürftig instand. Ab dem 6. August 1945 fuhren die Wannseebahnzüge bis zum Potsdamer Ringbahnhof, in Spitzenzeiten teilweise im Zehnminutentakt. Die übrige Strecke wurde hingegen bis Ende 1945 abgebaut. Ab dem 27. Juli 1946 fuhren die Züge durch über die Nordsüd-S-Bahn bis zum Bahnhof Friedrichstraße, womit der Verkehr auf dem Potsdamer Ringbahnhof endgültig endete. 1951 ließ die Reichsbahn verlauten, dass ein Wiederaufbau der Südringspitzkehre nicht mehr beabsichtigt sei. Die Ruinen des Potsdamer Ringbahnhofs ließ die Reichsbahn ab 1957 abreißen. Teile der Viaduktanlagen des Ringbahnhofs standen noch bis 1973, da das Bahnhofsgelände bis 1972 zum Ost-Berliner Stadtbezirk Mitte gehörte und seit dem Mauerbau 1961 abgetrennt war.

### Planungen zur Nutzung der Trasse
Auf der alten Bahntrasse sah der Berliner Flächennutzungsplan 1965 eine Verlängerung der Bundesautobahn 103 vom Sachsendamm kommend zum damals geplanten Autobahnkreuz Lehrter Bahnhof vor. Heute ist im südlichen Bereich der Cheruskerpark angelegt.
In Höhe des alten Bahnhofs Schöneberg (Kolonnenstraße) wurde am 2. Mai 2008 der neue Bahnhof Julius-Leber-Brücke an den Gleisen der Wannseebahn eröffnet.

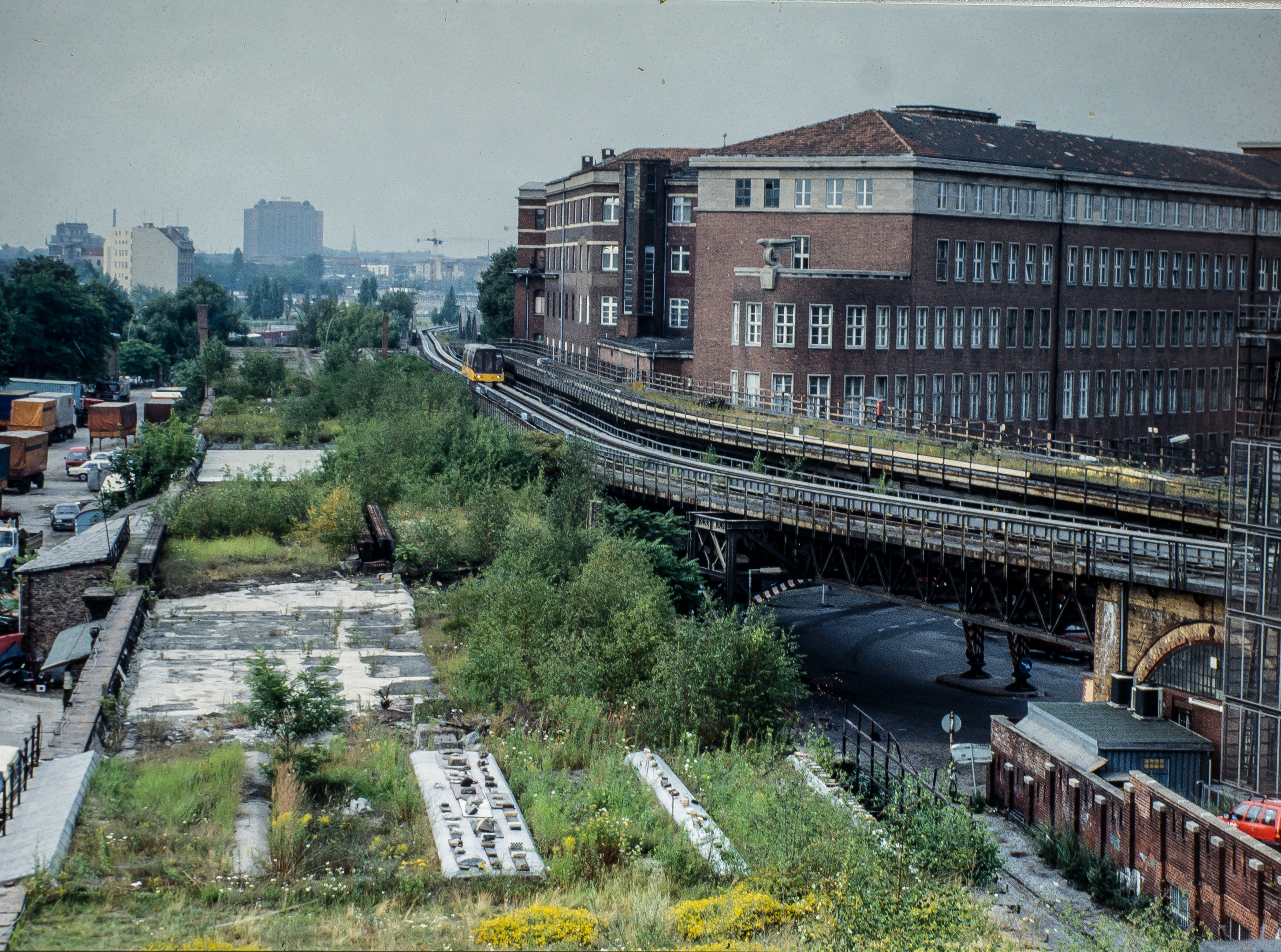
Reste des Viadukts, Blick vom Hochbahnhof nach Norden
mit M-Bahn, 1990

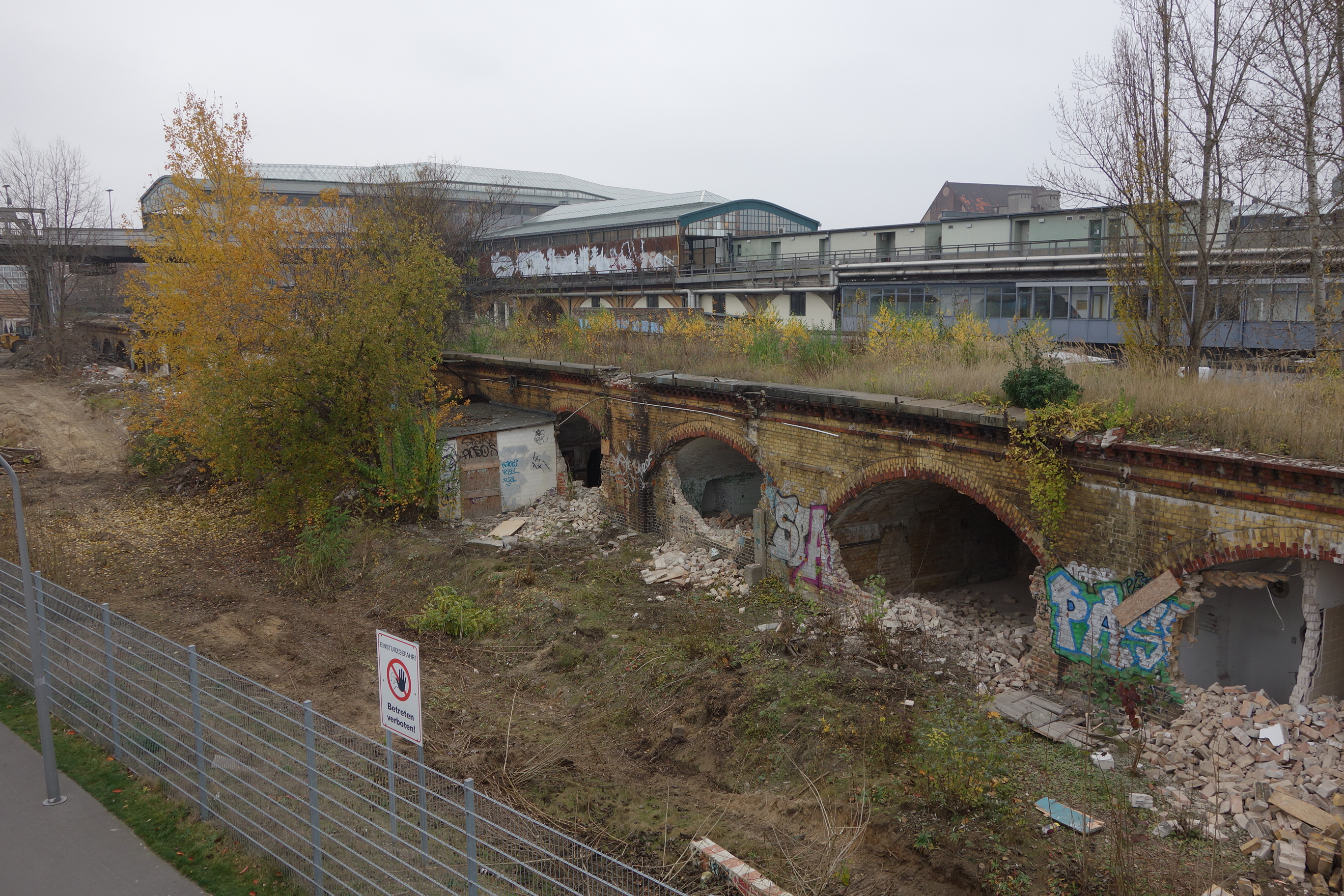
Reste des Viadukts, südlich vom Hochbahnhof, 2014

Ende 2014 begann der Abriss des noch erhaltenen Viaduktes im Bereich des U-Bahnhofs Gleisdreieck.
Mit Mitteilung des Eisenbahn-Bundesamts vom 28. März 2017 wurden mehrere Flächen an der Einmündung in den Südring von Bahnbetriebszwecken freigestellt. Dies betrifft unter anderem die westliche Verbindungskurve in Richtung des Bahnhofs Schöneberg, nicht jedoch die östliche Verbindungskurve zum Bahnhof Südkreuz. Es gibt Überlegungen, den östlichen Ast (die sogenannte „Cheruskerkurve“) wiederherzustellen. Danach ist dieser Abschnitt als vierte Ausbaustufe der Planungslinie S21 vorgesehen.

## Verkehr
Die Ringzüge von und zum Potsdamer Bahnhof fuhren anfangs je einmal morgens und abends. Ab dem 1. April 1872 setzte die Königliche Direktion der Niederschlesisch-Märkischen Eisenbahn ein drittes Zugpaar ein. Die neue Verbindung erfreute sich einer großen Nachfrage, sodass ab dem 1. Juli 1872 etwa alle zwei Stunden ein Zug fuhr. Nach dem Bau der Stadtbahn wurden die Zugläufe von Stadt- und Ringbahn so miteinander verknüpft, dass die Verbindungen Stadtbahn – Nordring – Stadtbahn und Stadtbahn – Südring über Potsdamer Bahnhof – Stadtbahn entstanden. Vor dem Bau zweigleisigen Ausbau und der Anlage des Potsdamer Ringbahnhofs lag die maximale Auslastung bei drei Zügen je Stunde. Ab 1891 kamen neben den Stadt- und Ringzügen die – nach ihrem Zielbahnhof Grunewald benannten – „Grunewaldzüge“ ebenfalls auf die Strecke. Zuvor wurden diese im benachbarten Anhalter Bahnhof abgefertigt. Im Sommerfahrplan 1914 waren zu den Hauptverkehrszeiten etwa alle zehn Minuten Züge auf dem Südring unterwegs, hinzu kamen die etwa halbstündlichen Züge nach Grunewald beziehungsweise Westend sowie die ebenfalls halbstündlich verkehrenden Züge in Richtung Niederschöneweide-Johannisthal beziehungsweise Grünau.
Bis zur Umstellung auf elektrischen Betrieb im April 1929 kamen Züge aus paarweise gekuppelten dreiachsigen Abteilwagen, die von Dampflokomotiven gezogen wurden, zum Einsatz. Als leistungsfähige Lokomotive hatte sich die Preußische T 12 bewährt, von der im Raum Berlin rund 500 Maschinen im Einsatz waren. Am Potsdamer Ringbahnhof war ein Lokwechsel notwendig, der zum Wassernehmen genutzt wurde. 
Durch die Elektrifizierung der Stadt-, Ring- und Vorortbahnen und dem Einsatz von Triebwagenzügen konnte die Kapazität auf der Südringspitzkehre deutlich gesteigert werden, nicht zuletzt durch die kürzeren Kehrzeiten am Potsdamer Ringbahnhof. Die Grunewaldzüge sowie die Zugläufe in Richtung Grünau entfielen mit der „Großen Elektrisierung“ oder wurden anders zugeschnitten. Die getrennten Umläufe Nordring/Stadtbahn und Südring/Stadtbahn wurden zum Umlauf Vollring über Potsdamer Ringbahnhof zusammengefasst. Mitte der 1930er Jahre befuhren täglich über 240 Züge je Richtung die Spitzkehre, davon jeweils etwa zur Hälfte die beiden Verbindungskurven zum Ring. Auf dem Ringbahnabschnitt zwischen den Abzweigstellen Vp und Vdp fuhren täglich ebenfalls rund 120 Züge je Richtung. Im Sommerfahrplan 1939 fuhren die Ringzüge tagsüber in beiden Richtungen im Zehnminutentakt, auf der Südringspitzkehre fuhren die Züge dementsprechend im Abstand von rund fünf Minuten. Das Angebot war im Jahresfahrplan 1943 annähernd identisch mit dem Vermerk, dass die Zugfolge ab 21 Uhr eingeschränkt war. Die Fahrpläne waren derart gestaltet, dass Fahrgäste auf dem Südring im S-Bahnhof Kolonnenstraße jeweils Anschluss zum Zug der Gegenrichtung hatten. Die mit dem  Zweiten Weltkrieg verbundenen Einschränkungen sorgten dafür, dass diese Anschlüsse faktisch nur auf dem Papier bestanden. Um die Leistungsfähigkeit der Ringbahn zu steigern, wurde daher die Einführung der Vollringzüge unter Auslassung der Spitzkehre gefordert. Im Jahresfahrplan 1944, gültig ab dem 3. Juli 1944, war die Südringspitzkehre nicht mehr enthalten.